# 知能検査
知能検査（ちのうけんさ）とは、知能を測定するための心理検査である。類似に発達検査、性格検査などがある。
検査結果の表示の仕方のうち代表的なものが知能指数(IQ)（偏差知能指数(DIQ)含む）である。また知能偏差値(ISS)や精神年齢(MA)で表す方法や、大まかに「優」「中」などの5〜7段階に分けて知能段階点で表す方法や、最下位から何パーセントの位置にあるかをパーセンタイル（知能百分段階点）で表す方法がある。
実施目的は学習指導や就学指導や障害者認定や就職活動などがある。
知能検査の入手に関しては、日本心理検査協会倫理要綱で心理検査の散逸が規制されているため（心理検査#入手を参照）、一般的な知能検査の本体（用紙・部品など）は、医療・教育関係者や、企業の人事担当者などの特定の相手のみに販売している。なお検査実施法（マニュアル）も同様である場合が多いが、田中ビネー知能検査など一部の製品の検査実施法は、一般書籍扱いで書店でも販売されている。（ただし、一般向けでない書籍でも、古書店で販売されている例も見かける。）

## 分類
検査内容で分類すると、言語能力が大きく関係する「A式」と、言語能力があまり関係しない「B式」、その中間の「AB混合式（C式）」に分けることが可能である。
A式検査
三段論法などの文章題が多く、社会生活面での知能を測れるが、学校教育が不十分だったり、母語が異言語だったりすると、低い結果が出る。「言語性検査」とも言う。
B式検査
図形や数字などの理数的な問題が多く、文化的な（後天的な）特性の影響を少なくできる。もともとは外国からの移住者を対象にしたものだが、一般の学校でも広く使われている。ただし、実施時の監督者からの教示に従うために、ある程度の指示聞き取り能力は必要である。「非言語性検査」、「ノンバーバル検査」とも言う。なお、「動作性検査」とほぼ同じ意味に使われる場合も多い。
実施方法で分類すると、精密な「個別式検査」と大量測定に向く「集団式検査」に分けることが可能である。
集団式検査
「団体式検査」ともいい、学校などで大量に検査するための筆記式検査（質問紙法）である。一般の学力検査と同じ様に、教室の机で行われる。これで特徴的な結果がでたら個別式検査を行って再検査する。実施時間は、学校の授業時間（45分程度）内に収まるようになっている場合が多い。校内採点専用のもの、業者での校外採点専用のもの、両方選べるものがある。費用は1人200円〜500円程度。

検査の実物は#外部リンク3を参照。なぜかウェクスラー式という表記もあるが、ページ最下部の表記にあるとおり京大NXのなかの1ページである。
個別式検査
被検者と検査官が1対1で相互に対話しながら検査する、手数はかかるが正確な検査である。学校場面では、集団式検査で低い数値が出たような場合に、障害発見のための診断検査として用いられる場合が多く、手間がかかるので実施対象者は少ない。対象年齢層にもよるが、積木（1〜4歳程度）・ミニチュア模型（1〜4歳程度）・カラーチップ（12歳程度）・絵カード・文字カードなどの道具を使う場合が多い。いずれも30分から90分程度を要する。日本ではビネー式（主に田中ビネー）と、ウェクスラー式（対象年齢によって3種類がある）と、K-ABCが主流である。ビネー式は、フランスのアルフレッド・ビネーとテオドール・シモンによって開発された発達遅滞児の診断法が源流であり、ルイス・マディソン・ターマンによって大きく直されたものが現在まで使われている。ウェクスラー式は、デビッド・ウェクスラーによって開発されたものであり、言語性知能(VIQ)と動作性知能(PIQ)に分かれて算出される。
就学時検査
小学校（盲学校・聾学校・養護学校の各小学部を含む）の就学時の就学時健康診断の際に行われる検査である。個別式と集団式のどちらに該当するか明確でないのでこの記事では分離して扱う。「就学児検査」ともいう。

結果の表示方法で分類すると、「一般知能検査」と「診断性知能検査」に分類できる。一般知能検査は、結果が1つのIQで表示され、全体的な知能を表示するものである。診断性知能検査は、結果が複数の領域別IQで表示され、個人の長所・短所が良く分かる。ただし、代表的な一般知能検査とされてきたビネー式は、最新の田中ビネーVによって領域別IQが表示できるようになったため、診断性知能検査となった。

## 開発の歴史
知能検査には1世紀の歴史がある。当初は知的障害児を見分けるためのものであったが、集団式検査の開発により、さまざまな分野に用途が拡大していった。日本では、1960年代ごろから知能検査に対する厳しい批判のために発展が妨げられたという意見もある（#外部リンク1の16ページを参照）。
- 1905年、アルフレッド・ビネーとテオドール・シモンによって「知能測定尺度（ビネー‐シモン法）」が作成された。
19世紀にも、フランシス・ゴルトンらによる知能遺伝論や、キャッテルらによる知能を測定しようとする試みはあったが、広く受け入れられる検査法は確立していなかった。しかしながら、全員入学の学校制度が普及するにつれ、先天的に学力などで同年齢児に追いつけない児童の存在が問題となった。このため、1904年にフランスのパリで、「異常児教育の利点を確実にするための方法を考える委員会」が発足された。この委員であったソルボンヌ大学の心理学者アルフレッド・ビネーは、弟子の医師テオドール・シモンと協力して、1905年に世界初の近代的知能検査を作成した。この時点では、まだ知能指数や知能年齢は使われず、発達が遅れているか否かのみを知るものだった（知的水準という用語は使われていた）。ビネーは1908年と1911年にも改訂版を出したが、1911年に死去する。日本においては、ビネーの初版発表から程なくして紹介された。1908年に三宅鉱一（のちに松沢病院長になる）が、池田隆徳と連名の「知力測定」という論文の中で1905年版ビネー法を紹介し、また実際に児童に対して自作の検査を実施した。
- 1912年、ドイツのウィリアム・シュテルンが心理学会にて、「知能指数」と「知能年齢」という指標を提唱した。
知能年齢については、ビネーも知的水準という用語を使用していたが、用語としてはシュテルンが正式に発表したということらしい。この概念は現代までも広く用いられている。
- 1912年にオーチスが集団式知能検査を開発した。
これが集団式知能検査の起源である。そのあとオーチスは1918年にターマンと協力して軍人徴兵用の集団式の「陸軍A式検査」・「陸軍B式検査」を開発した。

- 1916年にルイス・マディソン・ターマンによって「スタンフォード改訂増補版ビネー‐シモン知能測定尺度」（The Stanford Revision and Extension of the Binet-Simon Scale for Measuring Intelligence）が発表された。
ビネー法は画期的なものだったため、世界各国に輸出されるが、フランス語のままでは使えないので、現地で翻訳されて標準化作業がなされた。この一環としてもっとも大規模なのが、1916年に1378人（2300人との資料もある）の被験者を対象に標準化された、スタンフォード・ビネー法である。これはスタンフォード大学のルイス・マディソン・ターマンがメリルの協力を得てビネーの1908年版を元に開発したものであるが、これの大きな特徴は、シュテルンが提案した知能指数を結果表示に使用していることである。ターマンは10歳のころに行商人から頭蓋骨の形をほめられ、将来性を予言されたというエピソードがある。ターマンはそのあと知能分野に興味を持ち、数度の転職を経験してから、1910年にスタンフォード大学（当時創立19年）の教員になって頭角を現していった。ビネーは知能検査の対象を主に障害児教育に想定していたが、ターマンは主にギフテッド教育や英才児教育に想定していたとされる。テストの開発中にターマンは、女児が男児よりも得点が高く、白人が黒人や移民よりも得点が高いことに気付いた。しかし、男女間の差はテストの不完全さに起因するとして修正したが、人種間の差はただの事実だろうと考えて修正しなかった（人種間の得点差があまりにも大きかったために修正が容易ではないということも判断の理由とされている）。ドイツ語版・英語版・ポーランド語版に記事がある。#参考文献11に基づく。
- 1917年にロバート・ヤーキーズらによって陸軍用の知能検査が発表された。
動物心理学者のヤーキーズは、ターマンと共同して集団式知能検査を作成した。ヤーキーズが陸軍から要請を受けたとも、ヤーキーズから陸軍に持ちかけたともいわれる。検査結果は数字ではなくAからEの5段階評価だった。これは折からの第一次世界大戦に参加する新兵に対して実施された。#利用の歴史も参照。
- 1919年に久保良英によってビネー法の日本での本格的な標準化がなされた。
久保良英はそれ以降も1942年の「国民学校児童知能査定法」などいくつかの検査を発表している。
- 1930年に鈴木治太郎によって「実際的・個別的智能測定法（鈴木ビネー知能検査）」が発表された。
近畿地方で教員を務めていた鈴木治太郎は、1920年からビネー法の日本での標準化に着手し、1925年までに大阪地域の3814人の児童を対象に標準化を行った。そのあと統計面などの改良を行い、1930年に「実際的・個別的智能測定法（通称鈴木ビネー）」と名づけて発表した。これがビネー法の日本版として田中ビネーとともに有名なものである。鈴木はそれ以降も16000人を対象に標準化するなど、外国にも類を見ない研究活動を行って、1956年まで数回の改訂を行い続けた。
- 本テストは極めて使いやすいものであるが使用カードに人権上不適切なものがあるという指摘があり、それもあって現在では使用頻度が低いものとなってはいるが、指摘のあったカードの改訂と標準化により十分使用に耐えるだけの吟味された完成度の高い検査と言うことができる。
- 1936年に田中寛一によって「田中B式知能検査」が発表された。
山梨県師範学校の教員を3年勤めた田中寛一は、京都大学哲学科、東大大学院に入学し、松本亦太郎の下で心理学を学んだ。その後の研究生活の課程で、日本人の知能を見下していた欧米の心理学者を驚かせようと思い、異言語間で使用可能な知能検査を開発しようと考え、1933年から1938年にかけて東洋や欧米の諸民族の知能検査を行い、これを参考に非言語式で集団式の「田中B式知能検査」を発表した。これは知能偏差値を使用して表示しているのが特徴である。なおほぼ同時に言語式の「田中A式知能検査」が発表されている。
- 1939年にデビッド・ウェクスラーによって「ウェクスラー・ベルビュー知能検査」が発表された。
ニューヨーク大学付属ベルビュー病院の心理診断部長のデビッド・ウェクスラーが、ウェクスラー・ベルビュー知能検査を開発した。これは成人向けの個別式知能検査である。彼はビネー法を成人を対象として実施したとき、知能年齢や従来の知能指数は正確な指標にならないと感じたため、ウェクスラー式ではDIQを指標として表示することにした。彼はのちにWPPSI、WISC、WAISを開発するが、いずれも言語性と動作性の2領域を診断的に検査するのが特徴である。これらの日本語版は、児玉省、品川不二郎らにより作成された。
- 1947年に田中寛一によって「田中ビネー知能検査」が発表された。
B式検査を発表した田中だったが、個別式検査の方は既存のものでは不十分だと考え、1937年版スタンフォード・ビネー法を基にして、4歳級以下と11歳級以上の部分を強化し、1947年に「田中びねー式智能検査法」を発表した。標準化時の延べ被験者は4886人である。完成したのは1943年であったが、「大御宝（おおみたから：子供の意）を測定するのはおかしい」などの非難があった様であり、発表は戦後にずれ込んだ。
- 1949年にウェクスラーによってWISCが発表された。
児童向けの知能検査である。
- 1955年にウェクスラーによってWAISが発表された。
成人向けの知能検査である。
- 1966年にウェクスラーによってWPPSIが発表された。
幼児向けの知能検査である。
- 1986年にロバート・ソーンダイク（有名なエドワード・ソーンダイクの孫）他2名によって「スタンフォード・ビネー知能尺度第4版」が発表された。
この版では、ビネー法の特徴である知能年齢などの概念を捨て去り、ウェクスラー系に著しく近いものとなった。すでに1960年版で従来のIQを捨て去り、DIQを採用していたため、徐々にビネー法の特徴は薄れていっていた。
- 2003年に田中教育研究所によって「田中ビネー知能検査V（ファイブ）」が発表された。チップ差し・はめこみ板・文字カード（田中ビネーV）

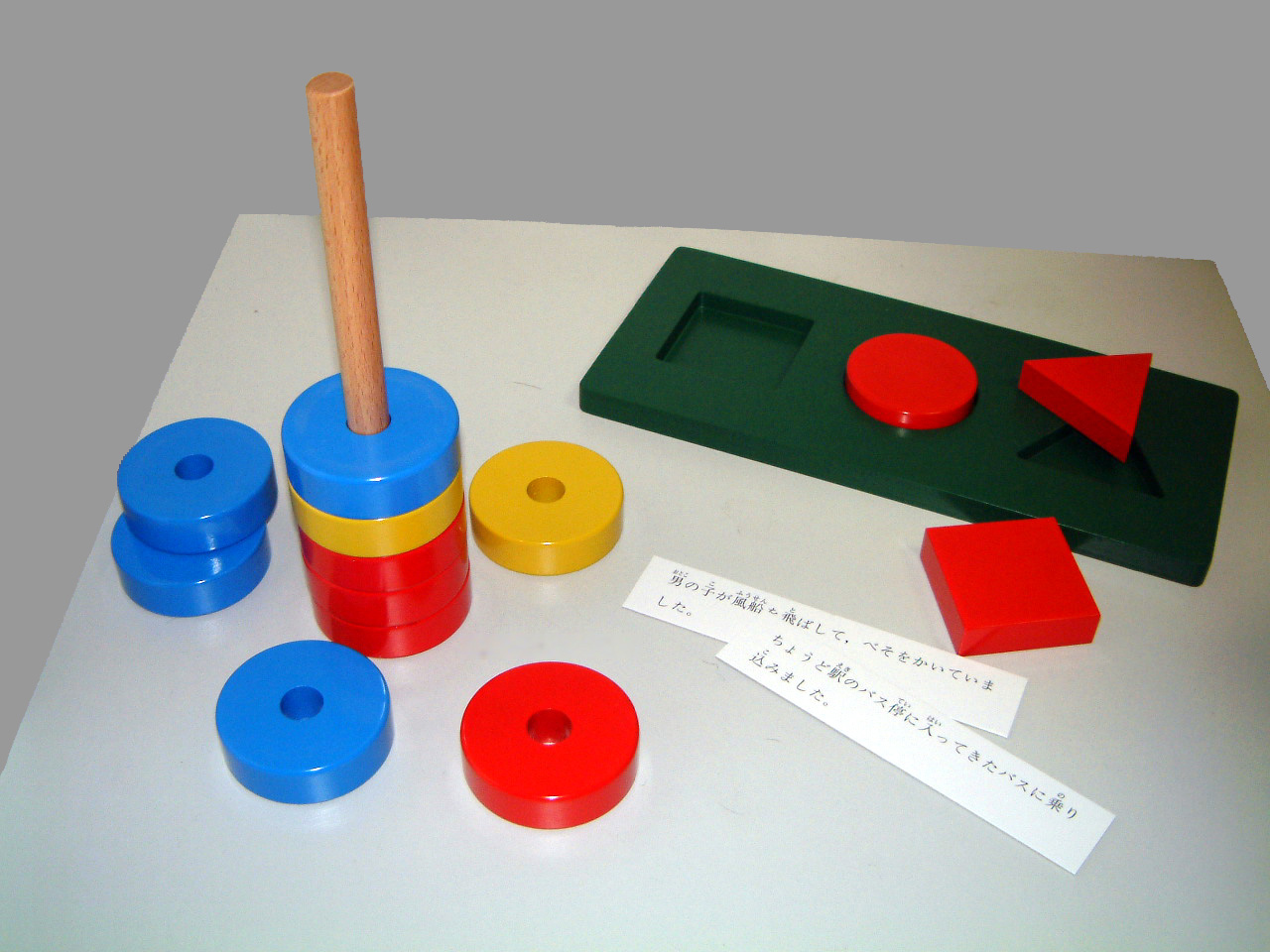
チップ差し・はめこみ板・文字カード（田中ビネーV）

これが田中ビネーの最新版である。ビネー系の知能検査は知能年齢・従来のIQを使用することが特徴であったが、世界的な流れに合わせ、生活年齢14歳以上にDIQを取り入れることにした。ただし13歳以下でDIQを算出することも、14歳以上でも場合により（知的障害など）知能年齢を算出することも可能である。この14歳以上のDIQの採用と、14歳以上の知能を「結晶性」・「流動性」・「記憶」・「論理推理」の4領域別に算出できること、1歳以下対象の発達チェックの採用などが特徴である。

## 利用の歴史
知能検査には1世紀の歴史がある。過度な優生政策、人種政策などに悪用された歴史もあるが、学校や企業など多くの場で活用されてきた歴史もあり、学習指導や障害者福祉に貢献した側面も大きい。しかし、人間の内的な部分を直接測るというデリケートなものであるため、欠点を非難されたことも多い。
- 1917年にアメリカで、徴兵時に陸軍式知能検査が使われた。
1914年から始まっていた第一次世界大戦にアメリカが1917年に参戦し、大量に徴兵された新兵を対象に知能検査が実施された。これは大戦中に175万人の兵士が受け、その成績によって軍内での担当部署が決まった。これ以降しばらくの間、アメリカでは学校や企業で知能検査がよく利用されることになる。
- 1921年にアメリカで、移民制限法が施行された。
知能検査で移民の知能を測定し、点数が低かったら移民を認めないという取り扱いが行われた。これは、移民の言語能力をあまり考慮せず、英語主体のテストで低い点が出るようなことがあったとされている。
- 1946年に日本で、GHQからストッダードらのアメリカ教育使節団が、日本を視察して日本の教育を指導した。
この指導は、知能検査の使用の推進にも影響が大きかったとされている。
- 1947年に日本で、高等教育の学校の入学試験で知能検査が開始された。
アメリカのSATを模範として、1947年に旧制官立学校の入学試験の一部として知能検査が行われ、この年は6万564人が受験した。この検査は1948年から進学適性検査（進適）と命名され、この年は13万7121人が受験した。1949年には、新制大学で初めての入学試験が始まったが、この年以降、大学受験生全員が進適を受験することになった。ただし、この結果が本試験に影響する場合とそうでない場合があったらしい。これは、のちの能研テスト、共通一次試験や現在の大学入試センター試験と同様な、大学受験の一次試験であったが、知能検査的な性質が強かったといわれている。またこれは文科系・理科系の適性が分かるものであった。進適については#外部リンク2を参照。
- 1954年に日本で、進学適性検査が廃止された。
受験者への負担や、利用に関する大学側の消極性、予算の問題により、この年限りで進学適性検査が廃止された。この年度は、33万8542人がこれを受験した。
- 1958年に日本で、学校保健法（現行の学校保健安全法）が制定され、就学時健康診断が開始された。
学校保健法施行規則では、就学時健診で知能検査も実施し、小学校と養護学校（のちの特別支援学校小学部）のどちらに就学すべきかを判断することに決められた。
- 1963年に日本で、能研テストが開始された。
財団法人能力開発研究所が、大学受験の一次試験として能研テストを開始した。これは学力検査と適性検査と職業適性検査があったが、適性検査は言語的推理能力と非言語的推理能力を測定するものであり、知能検査の一種であったとされている。
- 1969年に日本で、能研テストが中止された。
やはり進適同様に、さまざまな理由から中止された。次に大学入試の共通試験が実施されるのは、1979年の共通一次試験である。
- 1971年に、アメリカの連邦最高裁判所が、ほとんどの業種の入社試験での知能検査を禁止する判決を出した。
当初は知能検査がもてはやされたが、万能性があるものではないことが分かってきた。ただし、実際には同様のものが実施されている。
- 2002年に日本で、就学時健康診断で行われる知能検査が、「適切な検査」に改められた。
学校保健法施行規則の改正にともない、知能検査に限定されていたものが、それ以外の適切な検査でもよいとされた。ただし、実態はあまり変わらないといわれている。

## 知能検査に対する批判
知能検査に対しては、以下のような批判がなされることがある。
- 知能は人間の脳の働きの一部でしかなく、新しい物を生み出す創造力、他人と協調できる社会性、芸術的なセンスなどは含まれない。知能検査は人間の持つ才能のごく一部を測っているに過ぎない。
- 知能検査は学力検査と違って標準化された1種類だけのテストしかないため、練習効果が高い。ある学校・企業でなんという検査を使うかが事前に分かれば、予習は必ずしも不可能ではない。
- 知能検査は、往々にして社会的な主流派を対象に作られているため、人種や富裕度によって得点が違ってくる。
- 一説に心の理論の障害といわれる広汎性発達障害（自閉症など）では、知能指数が正常でも対人関係で大きな問題が発生し、福祉の対象外に置かれてしまう。

知能検査を用いる場合は、こういった問題点や限界をよく認識した上でなければならない。

## リスト

### 集団式検査
| 検査名                                         | 著者 | 出版社           | 所要時間                            | 適用年齢 |
| ---------------------------------------------- | --- | ---------------- | ----------------------------------- | --- |
| 田中A-2式知能検査                              | 田中教育研究所編 | 日本文化科学社   | 40分                                | 15歳〜18歳 |
| 田中A-2式知能検査                              | 最も多く用いられている。校外採点。 |                  |                                     | |
| TK式田中B式知能検査                            | 田中寛一 | 田研出版         | 40分                                | 8歳〜成人 |
| TK式田中B式知能検査                            | 言語をあまり使わずにテストできるため、外国人や言語障害者に使える。田中B式と名が付く検査は、これ以外にも数社から数多く出版されている。 |                  |                                     | |
| 新田中B式知能検査 低B 中B 高B 1・2B 3B         | 田中寛一、岡本奎六、田中英彦 | 金子書房         | 低B・中B・高Bは40分 1・2B・3Bは45分 | 低Bは小学校1年・2年 中Bは小学校3年・4年 高Bは小学校5年・6年 1・2Bは中学校1年・2年 3Bは中学校3年・高校生・成人  |
| 新田中B式知能検査 低B 中B 高B 1・2B 3B         | 言語をあまり使わずにテストできるため、外国人や言語障害者に使える。用紙は横型である。田中B式と名が付く検査は、これ以外にも数社から数多く出版されている。校内・校外採点。 |                  |                                     | |
| TK式学年別田中S式知能検査 中1 中2 中3          | 間宮武、加賀秀夫 | 田研出版         | 50分                                | 中学生（学年別）                                                                                               |
| TK式学年別田中S式知能検査 中1 中2 中3          | A式とB式の混合であり、S式（総合知能、思考、推理の頭文字であり、Synthetical（総合的）の頭文字である）と名づけられた。G指数（学習、頑張りの頭文字である）という、やる気持続指数を導入している。これは最初の問題を解く際の勢いがどれくらい最後の問題まで続いたかということを表すものである。校内・校外採点。                      |                  |                                     | |
| 東大A-S知能検査 L版 H版 H版2型 H版高校用 S版   | 東京大学教育心理学研究会編 | 東京心理         | 45分                                | L版は小学2年〜4年 H版は小学4年〜中学3年 H版2型は小学4年〜中学3年 H版高校用は高校1年〜3年 S版は中学1年〜高校3年 |
| 東大A-S知能検査 L版 H版 H版2型 H版高校用 S版   | 得点は学力との相関が高い。2つの類似質問を組み合わせ、両方に正解しないと得点にしないという「対得点法」が採用されているため、ランダム回答による過大評価の可能性が非採用時の25分の1になっている。校内・校外採点（S版は校外のみ）。                                                                                                |                  |                                     | |
| 京大NX知能検査 NX5-8 NX7-9 NX8-12 NX9-15 NX15- | 倉石精一、苧阪（おさか）良二、梅本堯夫、他 | 大成出版牧野書房 | 45分                                | 検査名の数字が適用年齢をあらわしている                                                                         |
| 京大NX知能検査 NX5-8 NX7-9 NX8-12 NX9-15 NX15- | NX15-の初版は1955年発行、新訂第2版は1984年発行。校内・校外採点。 |                  |                                     | |
| 京大SX15-知能検査                              | 倉石精一（京都大学）監修、苧阪良二、梅本堯夫、奥野茂夫、住田幸次郎、藤本正信 | 大成出版牧野書房 | 70分〜80分                          | 15歳以上 |
| 京大SX15-知能検査                              | 高能力適性発見用。現行である第2版は1972年発行とやや古い。校外採点。 なお京大NXの手引によると、京大知能検査は、現行の正常知能者用のNXシリーズ、高知能者用のSX15-のほかにも、低知能者用のIX5-15、知的障害者用のFX、発達検査DX0-5、創造性検査GX、およびSX9-15を作成するつもりだった様だが、現時点では発行されていないと思われる。 |                  |                                     | |

上記の検査は代表的な現行の検査であるが、これ以外にも以下のように多くの検査が発行された。
- 石川D式知能検査
- 牛島知能検査
- 村山式知能検査
- 大伴知能テスト
- 桐原一般知能検査
- 青山式知能検査
- 名大式標準知能検査
- LIT学習知能テスト
- 職業指導用知能検査
- 脳研式標準知能検査
- 学研式学年別知能検査
- 鈴木信式第一知能検査
- 教研式新学年別知能検査－サポート・学習支援システム－
- 三浦B式小中学校用標準知能テスト
- 因子別知能診断神大式知能テスト
- R-100（成人知能）検査
- R.K.400（高級知能）検査
- 大研式DIT知能テスト

### 個別式検査
| 検査名                                | 検査名                                | 著者 | 出版社         | 所要時間     | 適用年齢                               |  |
| ------------------------------------- | ------------------------------------- | --- | -------------- | ------------ | -------------------------------------- |  |
| ビ ネ ｜ 式                           | 田中ビネー                            | 田中教育研究所編 | 田研出版       |              | 2歳〜成人（1歳以下も発達チェック可能） |  |
| ビ ネ ｜ 式                           | 田中ビネー                            | 田中寛一（たなかかんいち）がビネーの製作した検査を輸入したものであり、1987年発行の第4版（全訂版田中ビネー）は日本で最も多く使われている個別式知能検査である。2003年に第5版の「田中ビネーV」が発行された。1歳以下を対象とした「発達チェック」も可能である。#外部リンク4、5、6、7も参照。 |                |              |                                        |  |
| ビ ネ ｜ 式                           | 鈴木ビネー（実際的個別的智能測定法）  | 鈴木治太郎（すずきはるたろう） | 古市出版       | 約60分       |                                        |  |
| ビ ネ ｜ 式                           | 鈴木ビネー（実際的個別的智能測定法）  | 簡便性があり、1956年の出版以来改訂されていなかったが、2007年3月に『改訂版 鈴木ビネー知能検査』が古市出版より出版された。#外部リンク8も参照。 |                |              |                                        |  |
| ビ ネ ｜ 式                           | 幼少研式辰見ビネー                    | 辰見敏夫 | 日本文化科学社 |              | 3歳〜8歳                               |  |
| ビ ネ ｜ 式                           | 幼少研式辰見ビネー                    | 1980年発行。 |                |              |                                        |  |
| ビ ネ ｜ 式                           | 武政ビネー                            | 武政太郎、辰野千寿（たつのちとし）、岡本奎六 | 世界社         |              |                                        |  |
| ビ ネ ｜ 式                           | 武政ビネー                            | 用具は白黒のカードのみ。1952年発行。 |                |              |                                        |  |
| ビ ネ ｜ 式                           | 村山ビネー                            | |                |              |                                        |  |
| ビ ネ ｜ 式                           |                                       | |                |              |                                        |  |
| ウ ェ ク ス ラ ｜ 式                  | WPPSI（ウイプシイ）                   | 日本心理適性研究所、小田信夫、茂木茂八、安富利光、松原達哉 | 日本文化科学社 | 約45分       | 3歳10ヶ月〜7歳1ヶ月                    |  |
| ウ ェ ク ス ラ ｜ 式                  | WPPSI（ウイプシイ）                   | 「Wechsler Preschool and Primary Scale of Intelligence」の略。公式の表記は「ウイプシイ」だが「ウィプシ」や「ウィプシー」と読まれる場合もある。現在は第3版のWPPSI-IIIであるが、日本語版は1969年12月に発行された初版の「WPPSI知能診断検査」までである。#外部リンク9も参照。               |                |              |                                        |  |
| ウ ェ ク ス ラ ｜ 式                  | WISC（ウィスク）                      | 東洋（あずまひろし）、上野一彦、藤田和弘、前川久男、石隈利紀、佐野秀樹 | 日本文化科学社 | 約60分〜70分 | 5歳〜16歳11ヶ月                        |  |
| ウ ェ ク ス ラ ｜ 式                  | WISC（ウィスク）                      | 「Wechsler Intelligence Scale for Children」の略。現在は第4版のWISC-IVであるが、日本語版は2011年1月に発行された。#外部リンク10も参照。 |                |              |                                        |  |
| ウ ェ ク ス ラ ｜ 式                  | WAIS（ウェイス）                      | 上野 一彦、石隈 利紀、大六 一志、山中 克夫、松田 修 | 日本文化科学社 | 約60分〜90分 | 16歳〜90歳11ヶ月                       |  |
| ウ ェ ク ス ラ ｜ 式                  | WAIS（ウェイス）                      | 「Wechsler Adult Intelligence Scale」の略。第4版のWAIS-IVの日本語版は2018年8月に発行された。 |                |              |                                        |  |
| K-ABC心理・教育アセスメントバッテリー | K-ABC心理・教育アセスメントバッテリー | カウフマン夫妻 |                | 約30分〜60分 | 2歳6ヶ月〜12歳11ヶ月                   |  |
| K-ABC心理・教育アセスメントバッテリー | K-ABC心理・教育アセスメントバッテリー | 「Kaufman Assessment Battery for Children」の略。 |                |              |                                        |  |
| ノンバーバル検査                      | ノンバーバル検査                      | 田中教育研究所編 |                |              |                                        |  |
| ノンバーバル検査                      | ノンバーバル検査                      | |                |              |                                        |  |
| PTONIプライマリー非言語式知能検査     | PTONIプライマリー非言語式知能検査     | ロニー・マギー、デイビット・エイラー | Pro Ed Inc     | 約10分〜15分 | 3歳〜9歳11ヶ月                         |  |
| PTONIプライマリー非言語式知能検査     | PTONIプライマリー非言語式知能検査     | 日本語を含む7ヶ国語での検査が可能。言語障害、聴覚障害がある児童にも適用しやすい。自閉症、ダウン症等、発達障害のある児童に広く使われている。「Ｐrimary Test Of Nonverbal Intelligence」の略。                                                                                            |                |              |                                        |  |
| ノンバーバル検査                      | ノンバーバル検査                      | 田中教育研究所編 |                |              |                                        |  |
| ノンバーバル検査                      | ノンバーバル検査                      | 非言語式の検査である。 |                |              |                                        |  |
| グッドイナフ人物画知能検査(DAM)       | グッドイナフ人物画知能検査(DAM)       | | 三京房         | 約10分       | 知能年齢3歳〜9歳                       |  |
| グッドイナフ人物画知能検査(DAM)       | グッドイナフ人物画知能検査(DAM)       | フローレンス・グッドイナフによって考案され、日本では小林重雄によって1977年に再標準化された。人の絵を書かせ、どの程度細かく描かれているかによって知能を測定する。言語障害がある児童にも適用しやすく、検査結果は動作性知能を現しているとされている。                                      |                |              |                                        |  |
| 大脇式精薄児用知能検査器              | 大脇式精薄児用知能検査器              | 大脇義一 |                | 30分         | 1歳1ヶ月〜6歳                          |  |
| 大脇式精薄児用知能検査器              | 大脇式精薄児用知能検査器              | |                |              |                                        |  |

上記の検査は代表的な現行の検査であるが、これ以外にも以下のように多くの検査が発行された。
- 点数式個別田中知能検査法
- コース立方体組み合わせテスト
- CMMS　コロンビア知的能力検査
- 日本版レーヴン色彩マトリックス検査（集団式検査としても可、レーヴン漸進的マトリックスの日本版）
- 教研式ピクチュア・ブロック知能検査法（PBT）

### 就学時検査
| 検査名                      | 著者 | 出版社         | 所要時間                        | 適用年齢           |  |
| --------------------------- | --- | -------------- | ------------------------------- | ------------------ |  |
| 日文式就学児用知能検査(PIT) | 就学前教育研究会 | 日本文化科学社 | 約12分                          | 5歳1ヶ月〜7歳7ヶ月 |  |
| 日文式就学児用知能検査(PIT) | |                |                                 |                    |  |
| 就学時新M-S知能検査         | 東京心理総合研究所 発達心理研究部編                                                                                                  | 東京心理       | 普通検査18分〜20分 吟味検査10分 | 就学直前児         |  |
| 就学時新M-S知能検査         | まず10人程度を集めて普通検査を行い、問題ない場合は検査を終了。低い値（8点以下）がでた場合は、1人ずつ個別に吟味検査を行う。校内採点。 |                |                                 |                    |  |